# Centropogon roseus
Centropogon roseus là loài thực vật có hoa trong họ Hoa chuông. Loài này được Rusby mô tả khoa học đầu tiên năm 1912.